# Melitaea aurelia
Melitaea aurelia là một loài bướm ngày thuộc họ Nymphalidae. Nó được tìm thấy ở Trung Âu.

## miêu tả
Sải cánh dài 28–32 mm. Chúng bay từ tháng 6 đến tháng 8 tùy theo địa điểm.

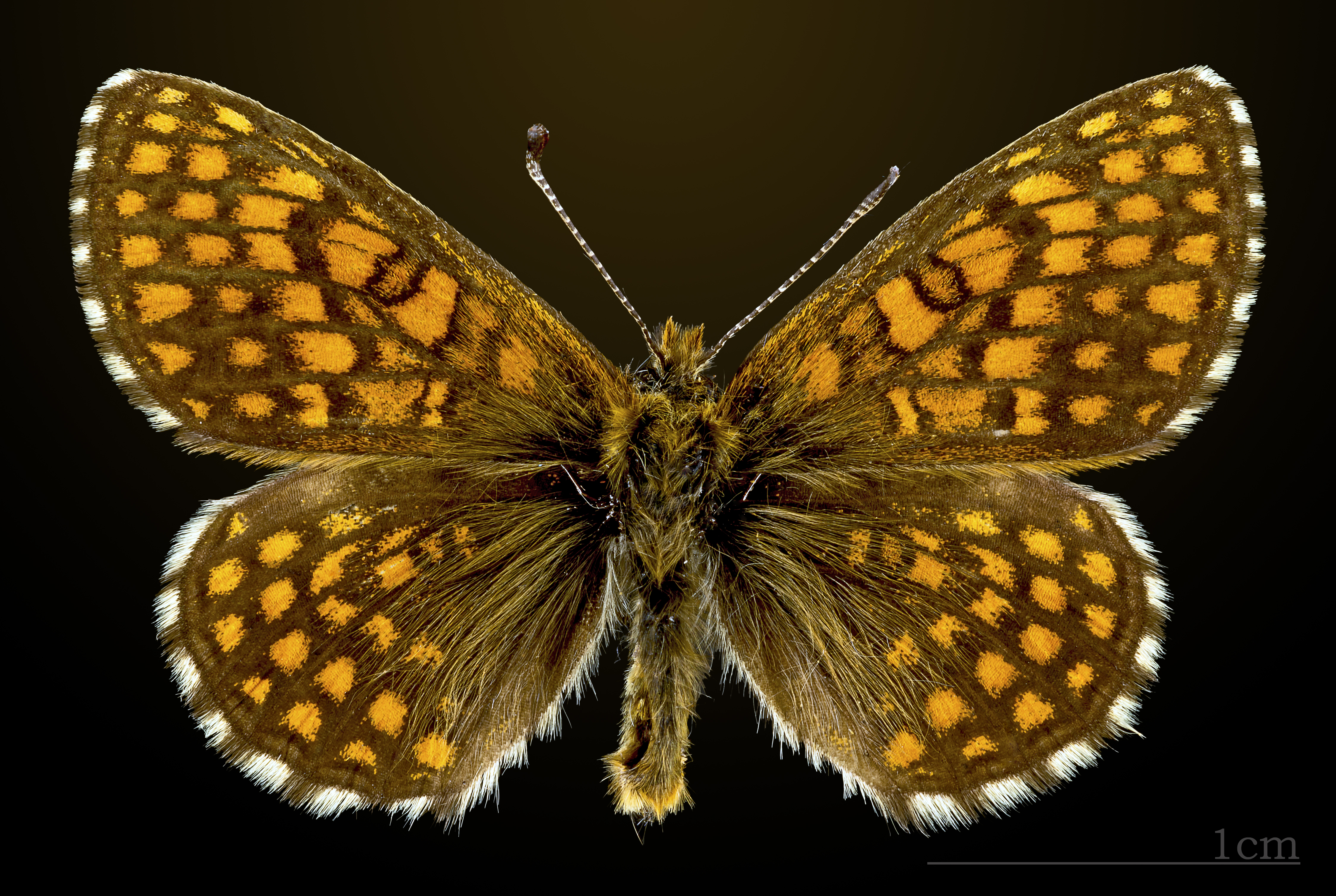
Melitaea aurelia ♂
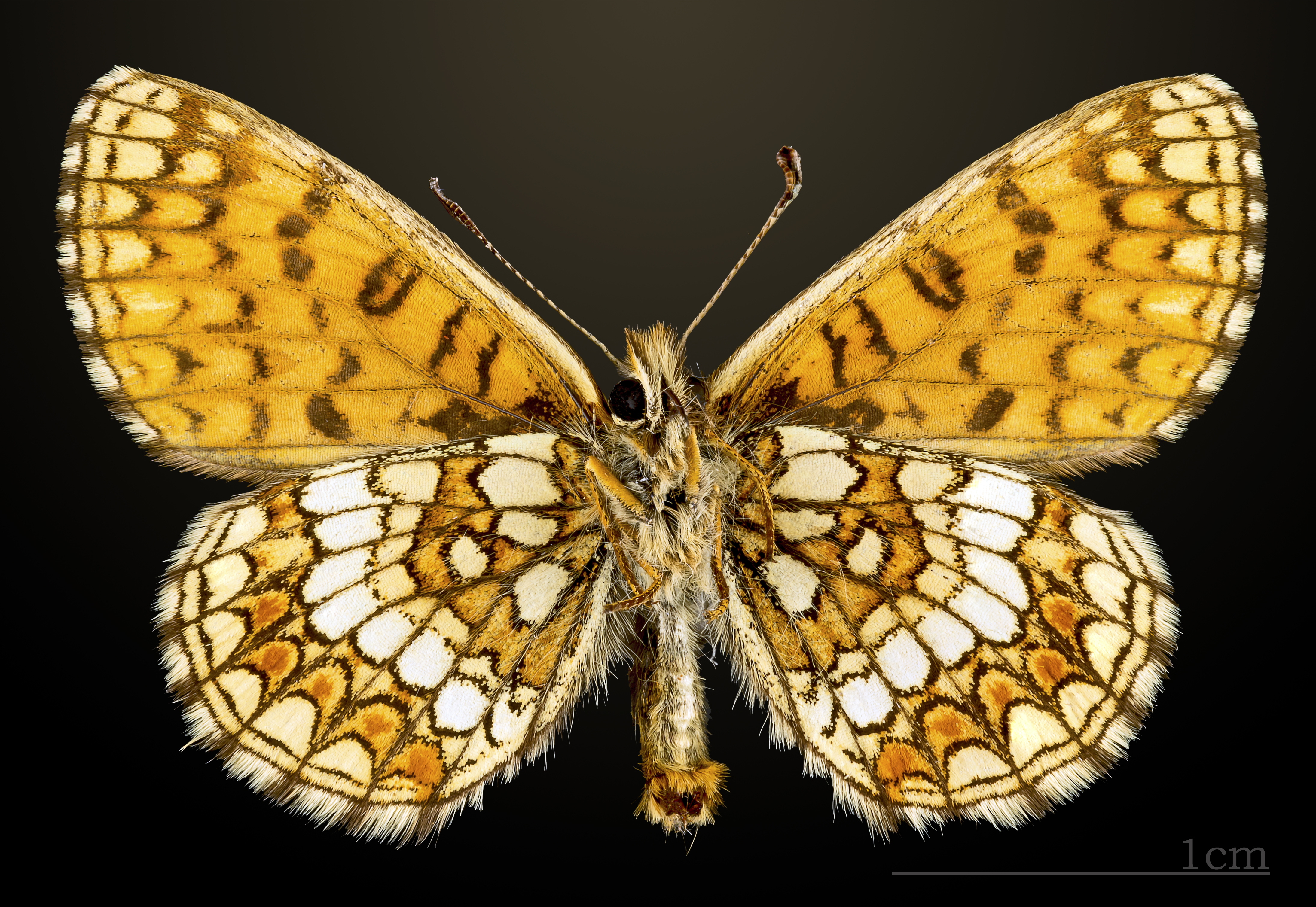
Melitaea aurelia ♂△

## môn sinh học
Ấu trùng ăn Plantago lanceolata, Melampyrum pratense và Rhinanthus minor.